# Гаттенбергер, Александр Николаевич
Александр Николаевич Гаттенбергер (23 апреля (5 мая) 1861, село Юрушково, Тверская губерния — 3 мая 1939, Сан-Франциско) — российский общественный и государственный деятель.

## Биография
Окончил Киевское пехотное юнкерское училище (1880) и начал службу в Нижнем Новгороде.
В 1891 в чине штабс-капитана оставил военную службу, вышел в запас и переехал в Тверь, где стал служить мировым судьёй.
С 1897 жил в Сибири. В Томске служил мировым судьёй и присяжным поверенным. Видный общественный деятель Томска. В ноябре 1905 стал одним из учредителей местного отдела конституционно-демократической партии, был избран членом её губкома. Со 2 сентября 1918 служил томским губернским комиссаром Временного Сибирского правительства.
4 ноября 1918 назначен управляющим Министерством Внутренних дел Российского государства.
29 апреля 1919 уволен согласно личному прошению. С января 1920 жил в Харбине, с 1922 — в США.